# Karl August Weinhold
Karl August Weinhold (* 6. Oktober 1782 in Meißen; † 29. September 1829 in Halle (Saale)) war ein deutscher Mediziner.

## Leben
Weinhold besuchte zunächst die Stadtschule seiner Heimatstadt. 1796 kam er in das Kollegium medico-chirurgicum in Dresden und begab sich in das Prager Militärhospital, um sich praktisch fortzubilden. 1798 bestand er in Dresden seine militärchirurgische Prüfung, war Kompaniechirurg beim sächsischen Infanterieregiment Prinz Anton und kehrte 1802 an das Kollegium in Dresden zur Weiterbildung zurück. Weinhold ließ sich 1803 aus dem Militärdienst entlassen und begann ein Studium an der Universität Wittenberg.
Hier hörte er unter anderem bei Johann Christian August Grohmann Philosophie, bei Johann Matthias Schröckh Geschichte, bei Christian August Langguth Experimentalphysik, bei Traugott Karl August Vogt Pathologie, bei Burkhard Wilhelm Seiler Therapie und bei Johann Friedrich Erdmann Botanik. 1804 war er pro canditatura examiniert, worauf hin er eine Bildungsreise nach Berlin, Paris, Würzburg, Wien, Norddeutschland, Dänemark und dem südlichen Schweden unternahm. Zurückgekehrt nach Wittenberg promovierte er am 28. Dezember 1805 unter Vogt mit de paresos et methodi pareticae dignitate, tentamen ad contradictiones tollendas, super inflammationi inprimis pnevmoniae a debilitate ortae, methodo medendi ortas zum Doktor der Medizin.
Er entschloss sich weitere Reisen zu verschiedenen Bildungsanstalten zu unternehmen und eröffnete 1806 eine Praxis in seiner Vaterstadt. Nachdem ihm vom König Friedrich Wilhelm III. von Preußen den Titel eines Hofrats verliehen wurde, lehnte er 1809 eine Professur in Dorpat ab und bereiste danach Italien. Über München gelangte er 1810 wieder nach Wittenberg, wo er sich am 30. April den höchsten philosophischen Grad erwarb. Als Weinhold weitere Reisen absolviert hatte, wurde er 1811 Arzt in Dresden, wurde dort als Lehrer der neugegründeten chirurgisch medizinischen Akademie angestellt und übernahm 1816 in Merseburg die Stelle eines königlich preußischen Regierungs- und Medizinalrats.
1817 nimmt er die ihm angebotene Stelle eines Professors für Chirurgie an der neu vereinigten Universität Halle-Wittenberg an, absolvierte während seiner Zeit Reisen nach London und Kopenhagen. Weinhold war in Halle Direktor des augenärztlichen Instituts gewesen. Vor allem ist er mit seiner kleinen veröffentlichten Schrift von 1827 „von der Übervölkerung“ in Erinnerung geblieben. In dieser dem Königlich Preußischen hohen Staatsministerium „ehrfurchtsvoll überreichten“ Abhandlung, empfiehlt Weinhold als Mittel zur Verhinderung der Übervölkerung folgendes:
„Ich schlage demnach als eine allgemein und dringend notwendige Massregel, eine Art von unauflöslicher Infibulation mit Verlötung und metallischer Versiegelung vor, welche nicht anders, als nur gewaltsam geöffnet werden kann, ganz geeignet, den Zeugungsakt bis zum Eintritt in die Ehe zu verhindern. Diese Art von unauflöslicher Infibulation hat mir schon bei mehreren Individuen, welche sich durch Selbstbefleckung in eine fast unheilbare Nervenschwäche versetzt halten, die treffliebsten Dienste geleistet. Sie werde vom vierzehnten Lebensjahre an, und sofort bis zum Eintritt in die Ehe bei solchen Individuen angewandt, welche erweisbar nicht so viel Vermögen besitzen, um die außerehelich erzeugten Wesen bis zur gesetzmäßigen Selbstfindigkeit ernähren und erziehen zu können. Sie verbleibt bei denen zeitlebens, welche niemals in die Logo kommen, eine Familie ernähren und erhalten zu können. Das Verfahren dabei ist so einfach und so leicht ausführbar, als es die Impfung der Schutzblattern ist.“
Dann wird die Operation selbst beschrieben:
Die Operation selbst ist leicht und beinahe ganz unschmerzhaft; ebenso die Verlötnng und metallische Versiegelung, welch letztere meine Erfindung ist Die Vorhaut wird nämlich vorgezogen und zwischen ein Paar durchbohrter Metallplatten sanft eingeklemmt, damit das Durchstochen einer hohlen Nadel, in welcher sich ein vier bis fünf Zoll langer Bleidraht befindet, kaum gefühlt werden kann. Ist der Draht durchgezogen, so wird er so gebogen, dass er die naheliegenden Teile nicht drücken kann; beide Eiidspitzen werden vorn einander genähert und mittelst eines kleinen Lötkolbens zusammengeschmolzen. Sobald nun die verlöthete Stelle, welche die Grösse einer Linse bekommt, erkaltet ist, wird unter Gegenhaltung eines festen Körpers ein kleiner Metallstempel aufgedrückt und dieser in Verwahrung genommen.
Es wird hierdurch ganz unmöglich die Infibulation zu eröffnen und ohne Stempel heimlich wieder zu schließen, ohne dass es nicht bei der nächsten Untersuchung entdeckt werden sollte. Die Kontrolle über die gesetzliche und ungesetzliche Eröffnung derselben gebührt einer gerichtlich-ärztlichen Behörde, ebenso die Bestrafung der gewaltsamen und heimlichen Eröffnung dieser metallischen Versiegelung einer solchen Behörde in erster Instanz. Die heimliche und gewaltsame Eröffnung, welche von Individuen von 14 bis 17 Jahren vorgenommen werden dürfte, wird ohne Ansehen der Person mit Ruthen bestraft.
Diejenige aber, welche vom 18. bis 24. Lebensjahre vorfiel, mit der Tretmühle, welche am besten geeignet sein dürfte, den Überschuss wollüstiger Kraft aus den Zeugungswerkzeugen in die arbeitsscheuen Arme und Beine zu ziehen, und diejenige, welche von 25 bis 30 Jahren sofort vorgenommen werde, besonders im Wiederholungsfälle mit solcher Gefängnisstrafe bei Wasser und Brot, dass die Gesellschaft für immer gesichert wäre, durch die gesetzwidrige Begierde leichtsinniger und liederlicher Menschen in Verarmung zu versinken. Welche Verbrechen würden hierdurch verhütet werden!
Weinhold verlangt daher, dass infibuliert werden sollen:
1. alle Bettler und alle anderen außer der Ehe lebenden verarmten Menschen;
2. alle arbeitsunfähigen, an langwierigen Krankheiten leidenden Menschen, welche bereits Almosen von den Kommune erhalten;
3. sämtliche männliche Dienstboten, Gesellen und Lehrlinge in den Städten und auf dem Lande;
4. alle unverheirateten Militärpersonen in den unteren Graden;
5. da im freien Staate Gleichheit aller Staatsbürger vor dem Gesetz stattfinden muss, so kann die vornehme und oft sehr ausgelassene Jugend der Eximierten, insofern sie die Grenzen der Sittlichkeit überschreitet nicht befreit bleiben, sondern wird sich mit einigen Modifikationen dem gleichen Gesetze unterworfen müssen.

Mit seinem staatswissenschaftlichen Vorschlag hat er viel Unmut hervorgerufen. Bereits in seiner Zeit kritisierte man ihn für seine Ideen. Dennoch hat er als Chirurg und Augenarzt einen hervorragenden Ruf genossen. Neben seinen Büchern erschienen von ihm in diversen Fachjournalen Fachaufsätze.

## Ehrungen
1819 wurde er zum Mitglied der Deutschen Akademie der Naturforscher Leopoldina gewählt. Er war Mitglied mehrerer weiterer Gelehrtengesellschaften und Ritter des roten Adlerordens.

## Schriften und Werke
- Die Kunst, veraltete Hautgeschwüre zu heilen. Dresden 1807
- Das Graphit als neu entdecktes Heilmittel gegen Flechten. Leipzig 1808. 1812
- Anleitung den verdunkelten Krystallkörper im Auge des Menschen jederzeit bestimmt mit seiner Kapsel umzulegen. Meißen 1809
- Über die abnormen Methamorphosen der Hyghmorshöhle. Leipzig 1810
- Physikalischer Versuch über den Magnetismus. Meißen 1812
- Über die Heilung eines durch äußere Gewalt fast gänzlich zerstörten Auges und eine neue Anwendung des Galvanismus. 1813
- Die Elbbrücke zu Dresden, historisch und malerisch dargestellt. Dresden 1813
- Dresden und seine Schicksale im Jahre 1813. 1813
- Kritische Blicke auf das Wesen des Nervenfiebers. 1814
- Kosmopolitische Beleuchtung jenes Worts über das Verhältniss des sächsischen Kabinetts zu den verbündeten Mächten. 1813
- Arndt und Kotzebue als politische Schrift. 1814
- Napoleon und das französische Volk. 1814
- Über eine heftige, der egypt. Ophthalmie ähnliche epidemische Augenkrankheit. Dresden 1815
- Denkmal des 18. Oktober und Stiftung eines deutschen Hauses zu Merseburg für verwaiste Kinder deutscher Krieger. Halle 1815
- Über die Wiederherstellung des alten Merseburger Bieres und dessen Heilkraft gegen Nervenschwäche und Abzehrung. Leipzig 1816
- Ehrenrettung Loders und einige Bemerkungen, über Rasoris Contrastimulus. 1817
- Versuche über das Leben und seine Grundkräfte auf dem Wege der Experimentalphysiologie. Magdeburg 1817
- Von den Krankheiten des Gesichtsknochen usw. Halle 1818
- Ermunterung zum Kampf im Geist der Zeit, gegen den Geist der Finsternis. 1819
- De luxatione ossis humeri in universum. 1819
- Eyclus, ein Versuch über die endliche Kultur des Menschengeschlechtes in den Wissenschaften und Künsten. Leipzig 1822
- De artionlatione spuria et nova eam curandi methodo. Halle 1822
- Beleuchtung einer Schmähschrift des Leibchirurgen Hedenus. Halle 1822
- Noch ein Wort über die Verfolgungssucht des Hedenus und seiner Consorten. 1822
- Von der überwiegenden Reproduktion des Menschenkapitals gegen das Betriebskapital und der Arbeit, in den zivilisierten europäischen Ländern, nebst enigen medizinal-polizeilichen Vorschlägen zur Herstellung des Gleichgewichts zwischen Wohlstand und Armut. Leipzig 1828
- Über die Population und die Industrie, oder kritischer Beweis, dass die Bevölkerung in hochkultivierten Ländern den Gewerbefleiß stets übereile. 1828
- Über das menschliche Elend, welches durch den Missbrauch der Zeugung herbeigeführt wird. 1828
- Das Gleichgewicht der Bevölkerung, als Grundlage der Wohlfahrt der Gesellschaft und der Familien. 1829